# Remy de Gourmont
Remy de Gourmont (uneori scris și Rémy de Gourmont) (n. 4 aprilie 1858, Bazoches-au-Houlme, Basse-Normandie, Franța – d. 27 septembrie 1915, Paris, Île-de-France, Franța) a fost un scriitor și critic literar francez.
A fost cel mai important critic al mișcării simboliste.

## Scrieri
- 1890: Sixtine
- 1892: Latina mistică ("Le latin mystique")
- 1892: Lilith
- 1893: Théodat
- 1894: Hieroglife ("Hyéroglyphes")
- 1896: Cartea măștilor ("Le livre des masques")
- 1896: Pelerinul tăcerii ("Le pelerin du silence")
- 1899: Estetica limbii franceze ("Esthétique de la langue française")
- 1900: Orații rele ("Oraisons mauvaises")
- 1906: O noapte la Luxemburg ("Une nuit au Luxembourg")
- 1913: Plimbările literare ("Les promenades littéraires").

Remy de Gourmont a fost unul dintre fondatorii revistei Mercure de France.